# 大阪市電12系統
大阪市電12系統は、かつて大阪市交通局が経営していた大阪市営電気鉄道（大阪市電）の運転系統及び、その路線名。

## 概要
- 所属車庫：都島車庫
- 色別：■

## 駅一覧
駅一覧は1959年（昭和34年）当時のものである。
| 駅名             | 接続路線                                          | 道路名                           | 所在地 |
| ---------------- | ------------------------------------------------- | -------------------------------- | ------ |
| 大宮町           |                                                   | 城北公園通 大阪市道中津太子橋線  | 大阪市 |
| 城北公園前       |                                                   | 城北公園通 大阪市道中津太子橋線  | 大阪市 |
| 生江町           |                                                   | 城北公園通 大阪市道中津太子橋線  | 大阪市 |
| 赤川町三丁目     |                                                   | 大阪市道赤川天王寺線             | 大阪市 |
| 赤川町一丁目     |                                                   | 大阪市道赤川天王寺線             | 大阪市 |
| 高倉町三丁目     |                                                   | 大阪市道赤川天王寺線             | 大阪市 |
| 高倉町二丁目     |                                                   | 大阪市道赤川天王寺線             | 大阪市 |
| 高倉町一丁目     |                                                   | 大阪市道赤川天王寺線             | 大阪市 |
| 都島本通         | 大阪市電：都島車庫前方面                          | 大阪市道赤川天王寺線             | 大阪市 |
| 都島中通         |                                                   | 大阪市道赤川天王寺線             | 大阪市 |
| 都島南通         |                                                   | 大阪市道赤川天王寺線             | 大阪市 |
| 東野田           | 大阪市電：京橋・桜の宮橋方面                      | 大阪市道赤川天王寺線             | 大阪市 |
| 片町             | 日本国有鉄道：片町線 京阪電気鉄道：京阪本線       | 大阪市道赤川天王寺線             | 大阪市 |
| 京阪東口         | 大阪市電：大手前方面                              | 土佐堀通 大阪府道168号石切大阪線 | 大阪市 |
| 天満橋           | 大阪市電：空心町一丁目方面 京阪電気鉄道：京阪本線 | 土佐堀通 大阪府道168号石切大阪線 | 大阪市 |
| 天神橋           |                                                   | 土佐堀通 大阪府道168号石切大阪線 | 大阪市 |
| 北浜二丁目       | 大阪市電：高麗橋・桶の上町方面                    | 土佐堀通 大阪府道168号石切大阪線 | 大阪市 |
| 北浜三丁目       |                                                   | 土佐堀通 大阪府道168号石切大阪線 | 大阪市 |
| 淀屋橋           | 大阪市電：梅田新道方面 大阪市営地下鉄1号線        | 土佐堀通                         | 大阪市 |
| 肥後橋           | 大阪市電：江戸橋・堂島中町方面                    | 土佐堀通                         | 大阪市 |
| 江戸堀北通二丁目 |                                                   | 土佐堀通                         | 大阪市 |
| 江戸堀北通四丁目 | 大阪市電：京町堀通四丁目・堂島大橋方面            | 土佐堀通                         | 大阪市 |
| 江戸堀北通五丁目 |                                                   | 土佐堀通                         | 大阪市 |
| 川口町           | 大阪市電：本田三番町・中央市場前・茂左衛門橋方面  | 土佐堀通                         | 大阪市 |